# 隱光腔吻鱈
隱光腔吻鱈，為輻鰭魚綱鱈形目鼠尾鱈科的其中一種。分布於東北大西洋的比斯開灣及豪豬海灣海域，屬深海底棲性魚類，棲息深度在770-1410公尺，體長可達36公分，生活習性不明。